# Omloop van het Waasland 1977
 De 13e editie van de Belgische wielerwedstrijd Omloop van het Waasland vond plaats op 20 maart 1977. De start en finish vonden plaats in Kemzeke. De winnaar was Marc Renier, gevolgd door Marc Meernhout en Herman Vrijders.

## Uitslag
| Omloop van het Waasland 1977 |                 |                   |         |
| Plaats                       | Naam            | Ploeg             | Tijd    |
| Winnaar                      | Marc Renier     | IJsboerke-Colnago | 4u55'0" |
| 2                            | Marc Meernhout  | Ebo-Superia       | 5"      |
| 3                            | Herman Vrijders | Maes-Mini Flat    | 30"     |

1965 · 1966 · 1967 · 1968 · 1969 · 1970 · 1971 · 1972 · 1973 · 1974 · 1975 · 1976 · 1977 · 1978 · 1979 · 1980 · 1981 · 1982 · 1983 · 1984 · 1985 · 1986 · 1987 · 1988 · 1989 · 1990 · 1991 · 1992 · 1993 · 1994 · 1995 · 1996 · 1997 · 1998 · 1999 · 2000 · 2001 · 2002 · 2003 · 2004 · 2005 · 2006 · 2007 · 2008 · 2009 · 2010 · 2011 · 2012 · 2013 · 2014 · 2015 · 2016 · 2017 · 2018 · 2019 · 2020 · 2021 · 2022 · 2023 · 2024
"